# 蘇澳氣象站
蘇澳氣象站位於臺灣宜蘭縣蘇澳鎮蘇澳港內，與臺灣港務公司基隆港務分公司蘇澳港營運處合署辦公，為交通部中央氣象署轄下的三等氣象測報機構。2024年6月12日蘇澳氣象站原編制人員移撥至苗栗縣後龍氣象站，蘇澳氣象站裁撤，原站區移交宜蘭氣象站管理，自動測站站號：C0UB1。

## 沿革
1979年臺灣十大建設蘇澳港第一期擴建工程竣工啟用，基隆港務局蘇澳港分局為建港之需要及港口氣象觀測，於碼頭區設置簡易氣象觀測站，觀測項目包含地面氣象、波浪，以及潮汐等項目。
而中央氣象局為提供蘇澳港天氣預報業務，於同年3月與基隆港務局商借蘇澳港營運處行政大樓六樓作為行政區域，並指派宜蘭氣象站兩名同仁前往駐站，全稱為宜蘭氣象測站蘇澳辦事處。蘇澳辦事處成立之目的為專門服務蘇澳港分局為主，觀測工作與既有觀測設備的蘇澳港工程處合作，由該處所屬港口觀測站供應氣象資料與電報，辦事處本身提供氣象通訊、天氣預報與颱風警報等服務。
1981年7月1日奉行政院70交字第9561號函，宜蘭氣象站蘇澳辦事處正式分割獨立為蘇澳氣象測站，並接收基隆港務局蘇澳港分局所屬的氣象觀測設備，接續辦理氣象觀測業務，觀測坪位置仍維持在港務局設置之地點，資料接收與通訊則設置在港務行政大樓中。
1984年6月鑿於既有碼頭觀測站與行政大樓之間有兩公里之遠，不論是平時測報工作、通訊聯絡、業務管理等多有不便，因此蘇澳氣象測站於港務行政大樓6樓東南向陽台新建觀測坪，1985年1月新建觀測坪竣工啟用，舊有觀測坪僅保留潮汐觀測設備移撥回港務局辦理，其餘觀測項目均於新觀測坪。1989年8月1日依據交通部中央氣象局三等氣象測報機構命名規則，蘇澳氣象測站更名為蘇澳氣象站。
2020年7月時任交通部長林佳龍於彰化縣田中氣象站啟用典禮中表示，因應臺灣中南部為重要穀倉，且計畫將採一縣市一氣象站之規畫方向，在整體站數不變動狀況下再做調整，臺東縣成功氣象站降編，人員移編桃園市新屋氣象站，臺中市梧棲氣象站降編，人員移編田中氣象站，而蘇澳氣象站預計將於苗栗縣後龍氣象站完工啟用後裁撤，人員移編後龍氣象站。

## 建築結構
蘇澳氣象站位於蘇澳港營運處行政大樓六樓，平面配置包含預報室、作業室、值日休息室，以及茶水間等，觀測坪設置在同一層大樓東南向陽台上，並於大樓樓頂共構一座風力塔。

## 觀測項目

### 氣象觀測與維護
蘇澳氣象站透過自動測報系統每日實施5次地面觀測，觀測項目包含氣壓、氣溫、風向、風速、濕度、雲、天氣現象、降水、日射、日照、能見度、蒸發量等氣象要素觀測，而因蘇澳氣象站設置在行政大樓6樓，故無地溫觀測。

### 地震觀測
蘇澳氣象站設有自動地震儀及A-900強震儀，當地震發生時可立即觀測並回傳臺北氣象署本部地震測報中心。

### 災害性天氣監測（已取消）
蘇澳氣象站原有進行豪大雨、大雷雨、強風、低溫、濃霧等災害性天氣觀測，並透過「劇烈天氣與特殊氣象回報系統」編報災害性天氣報告，傳真至氣象預報中心，目前因蘇澳氣象站與宜蘭氣象站皆位於宜蘭縣內，故災害性天氣監測與通報業務已移撥至宜蘭氣象站執行。

### 氣象服務
蘇澳氣象站平時氣象服務包含提供漁業廣播電臺等相關單位氣象預報資訊、颱風警報期間提供蘇澳港行政大樓防災單位相關氣象資訊，以及轄屬鄉鎮之客製化氣象服務。

## 外部連結
- 交通部中央氣象署 - 蘇澳氣象站 （页面存档备份，存于）（繁體中文）